# Séréna Giraud
Séréna Giraud est une patineuse artistique sur roulettes française. Fin septembre 2021, elle est sacrée championne du monde dans sa discipline.

## Biographie
Originaire d'Escalquens en Haute-Garonne, Séréna Giraud commence le patinage à glace à 4 ans, avant de faire de la compétition à l'âge de 7 ans. Elle commence le roller en ligne en 2015, et pratique ces deux sports en compétition. Elle s'entraîne à Toulouse et au club de Saint-Sulpice-la-Pointe dans le Tarn.
Parallèlement, en 2021, elle est étudiante en 5e année à l'INSA et à la Toulouse Business School.

### Compétitions
Lors de son premier Championnat du Monde à Novare (Italie) en 2016, elle obtient une médaille de bronze. En 2017, aux World Roller Games en Chine, elle remporte l’argent. Elle obtient l’année suivante la médaille de bronze à la Roche-sur-Yon. En 2018 également, elle devient vice-championne d’Europe à Cork (Irlande). Elle termine 4e des Roller Games de 2019 à Barcelone.
En 2021, elle est sacrée vice championne d'Europe de roller artistique à Riccione (Italie) en septembre et championne du monde de roller artistique catégorie inline le 30 septembre 2021 à Asunción (Paraguay).

### Engagements militants
Militante écologiste, elle a patiné lors de son programme long sur une musique entrecoupée par les paroles de Greta Thunberg lors de son discours à l'ONU en 2019.
Elle est par ailleurs présidente d'une association basée à Toulouse, Sedna, qui essaye de valoriser le commerce éthique et durable, à travers la création d'une monnaie locale.

## Palmarès
- Championnats du monde
  - 2021 :  Championne du monde, catégorie inline
  - 2018 :  Médaille de bronze
  - 2016 :  Médaille de bronze
- Championnats d'Europe
  - 2021 :  Vice-championne d'Europe
  - 2018 :  Vice-championne d'Europe
- Worlds Roller Games
  - 2017 :  Médaille d'argent